# Rainbow Railroad
Rainbow Railroad és una organització benèfica canadenca que ajuda a les persones lesbianes, gais, bisexuals, transgèneres, queer i intersexuals (LGBTQI) a escapar de la violència i la persecució als seus països d'origen. En el passat, han ajudat persones del Carib, Amèrica Central i del Sud, Europa de l'Est, Orient Mitjà i Àfrica mitjançant suport de viatge d'emergència i altres formes d'assistència. L'organització es va formar el 2006, amb el seu nom i concepte inspirats en el ferrocarril subterrani que va ser utilitzat pels esclaus afroamericans per escapar als estats lliures. Des del 2006, Rainbow Railroad ha ajudat a més de 3100 persones LGBTQ+ d'arreu del món a trobar seguretat. Va rebre l'estatus d'organització benèfica de l'⁣Agència Tributària de Canadà el 2013, i va rebre l'estatus d'organització benèfica 501(c)(3) el 2015. L'organització té la seu a Toronto i Nova York.
Després de les revelacions sobre les purgues i els camps de concentració anti-gay a Txetxènia (i a menor escala als territoris veïns Ingúixia i Daguestan), Rainbow Railroad va començar a mobilitzar esforços d'emergència per ajudar les persones LGBT a sortir de la regió en col·laboració amb la xarxa LGBT russa.
Després de la caiguda de Kabul als talibans l'agost de 2021, Rainbow Railroad va plantejar la seva preocupació sobre la situació de les persones LGBTQ que viuen sota els talibans. Entre l'agost del 2021 i el juny del 2022, Rainbow Railroad va ajudar a reassentar 247 afganesos LGBTQ+ al Canadà, el Regne Unit i Irlanda.
L'objectiu principal de Rainbow Railroad és ajudar aquells que s'identifiquen amb la comunitat LGBTQ+. La seva missió és salvar aquells que no poden ser ells mateixos obertament al seu país i portar-los a un nou país on puguin ser qui són realment. Rainbow Railroad creu que els governs de tot el món haurien de promulgar i fer complir lleis i polítiques que protegeixin les persones LGBTQ+ i els permetin viure amb llibertat i seguretat al seu propi país. Tanmateix, fins que arribi aquest dia, l'organització se centra a oferir solucions a les persones LGBTQ+ que necessiten assistència immediata perquè s'enfronten a una greu amenaça per a les seves vides i seguretat.

## Reconeixement
Rainbow Railroad va rebre el premi Bonham Center 2018 del Mark S. Bonham Center for Sexual Diversity Studies de la Universitat de Toronto per la seva tasca d'ajuda als refugiats LGBT.
El 2019, la revista Time va publicar un article sobre el treball de Rainbow Railroad donant suport als afectats per la purga anti-gay a Txetxènia. Aproximadament 70 homes txetxens van ser reassentats per Rainbow Railroad durant aquest període.
El 2020, el seu treball va ser destacat en un episodi de Canadian's Drag Race. Durant el vuitè episodi de la temporada que es va emetre el 20 d'agost, cinc homes gai que s'havien traslladat al Canadà a través de l'organització van rebre canvis d'⁣imatge com el principal repte de la setmana. La guanyadora d'aquest repte, Priyanka, va guanyar una donació de 10.000 dòlars a Rainbow Railroad en el seu nom.
El 2021, Rainbow Railroad va ser reconegut amb el GAY TIMES Honor for International Community Trailblazer a la cinquena celebració anual de GAY TIMES Honors a Londres. El director executiu de Rainbow Railroad, Kimahli Powell, va acceptar el premi, que va ser lliurat per l'activista LGBTQ+ i pels drets humans Blair Imani.